# Кабир, Абдул
Мохаммед Абдул Кабир (пушту عبدالکبیر‎) — член Талибана. Исполняющий обязанности третьего заместителя Премьер-министра Афганистана по политическим вопросам с 4 октября 2021 года. Ранее он был исполняющим обязанности Премьер-министра Первого Исламского Эмирата Афганистан с 16 апреля 2001 по 13 ноября 2001 года и с 17 мая по 17 июля 2023 года.
По данным ООН, он был вторым заместителем Совета министров талибов; Губернатор провинции Нангархар; и руководитель Восточной зоны. ООН сообщает, что Кабир родился в период с 1958 по 1963 год в Пактии, Афганистан, и происходит из племени задран. По сообщению ООН, Кабир принимает активное участие в террористических операциях на востоке Афганистана.

## Карьера
В апреле 2002 года Абдул Раззак сообщил агентству Associated Press, что Кабир бежал из Нангархара в Пактию вместе с Ахмедом Хадром.
Китайское информационное агентство «Синьхуа» сообщило, что Абдул Кабир был захвачен в Новшере, Пакистан, 16 июля 2005 года. Вместе с Абдулом Кабиром были взяты в плен и его брат Абдул Азиз, мулла Абдул Кадир, мулла Абдул Хак и пятый неназванный член руководства Талибана.
19 июля 2006 года конгрессмен США Роско Дж. Бартлетт внёс Абдул Кабира в список бывших подозреваемых в терроризме, которых правительство США больше не считает угрозой.
Несмотря на эти сообщения, представители разведки, цитируемые в Asia Times, указали, что Кабир и другие высокопоставленные лидеры Талибана возможно, находились в Северном Вазиристане, Пакистан, во время Рамадана 2007 года, планируя наступление на юго-востоке Афганистана.
21 октября 2007 года агентство «Синьхуа» сообщило со ссылкой на газету Daily Афганистан, что Абдул Кабир был назначен командующим в провинциях Нангархар, Лагман, Кунар и Нуристан.
В сообщении от 21 февраля 2010 года говорилось, что Кабир был задержан в Пакистане в результате разведывательных данных, полученных от муллы Барадара, который сам был взят под стражу в начале месяца. Позже Кабира отпустили.
Абдул Кабир исполнял обязанности исполняющего обязанности премьер-министра с 17 мая по 17 июля 2023 года, пока Хасан Ахунд выздоравливал от болезни.